# 南里宏
南里 宏（なんり ひろし、男性、1941年2月12日 - ）は、日本の武道家・空手家（七段）。佐賀県小城市出身。佐賀県立佐賀工業高等学校出身。NPO法人全世界空手道連盟新極真会の東京東支部支部長。
空中のブロックを粉砕するなど試割りの第一人者。

## 来歴
昭和16年(1941年)　東京に生まれ、少年時代を九州で過ごす。高校時はボクシング部に所属。その後上京。
昭和46年(1971年)、30歳の時に極真会館入門。極真会館本部道場師範代と合宿時の隊長を長きに渡り務める。
昭和53年(1978年)、37歳の時で初めて全日本空手道選手権大会に出場を果たす。その時の様子は、真樹日佐夫著『極真空手27人の侍たち』“第18話中年で全日本に挑んだ情熱…南里 宏参段”に詳しい。
平成12年(2000年)、亀戸に南里道場を設立。新極真会東京東支部支部長として、後進の指導に励んでいる。

## 人物
“試し割りの南里”として名高く、テレビ局の取材の際に、吊しブロックを一撃で砕き、大山倍達総裁より五段を印可された。
大山倍達の著書『覇者王道』の最後の章（努力に優るものなし）極真の艦　南里宏　四段の章には、以下の記述がある。
「努力」この二文字を地でいくような人物がわが極真会館のなかには大勢いる。その中から誰か一人を選べと言われたら、
 私は躊躇無く南里宏四段の名前を挙げるだろう。野武士然とした面魂だが、根は優しい男だ。
 冬や夏の合宿では毎回、隊長を務めている。人望は厚い。
 身長は百六十センチあるかないかといったところだろう。
 それでいて極真の四段を勤めるくらいだから、彼の努力のほどがそれだけでも知れよう。
 南里君のような素晴らしい先輩が大勢いる極真会館は、それだけでも安泰といえるのではないだろうか。
 
 長として私は誇りに思うし、嬉しく思っているのである。